# 스토커: 쉐도우 오브 초르노빌
《스토커: 쉐도우 오브 초르노빌》(S.T.A.L.K.E.R.: Shadow of Chernobyl)은 우크라이나의 GSC 게임 월드가 개발한 1인칭 슈팅 게임으로, 2007년 3월에 발매되었고 대한민국에서는 4월 5일 정식 유통되었다.
스토커: 쉐도우 오브 초르노빌은 가까운 미래에 체르노빌 원자력 발전소에서 2차 폭발이 일어나, 발전소 주변지역에서 이상 현상들이 일어나는 대체 현실을 기반으로 하고 있다. 이 게임은 스토리라인이 그리 중요하지는 않으나, 논플레이어 캐릭터와의 대화와 거래 등의 컴퓨터 롤플레잉 게임과 경영 시뮬레이션 게임 요소가 추가되었다.
이 게임의 배경과 용어(존, 스토커)는 아르까지 스뚜르가츠키와 보리스 스뚜르가츠끼 형제가 지은 유명한 중편 과학 소설인 노변의 피크닉과 이 소설을 기반으로 만들어진 1979년 안드레이 타르콥스키의 영화 잠입자(Stalker), 그리고 아르까지 스뚜르가츠키와 보리스 스뚜르가츠끼 형제가 영화가 나온 후 영화를 소설화한 잠입자란 소설에서 따온 것이다.
스토커: 쉐도우 오브 초르노빌에서 플레이어는 마크드 원(Marked One)이란 기억을 잃어버린 스토커가 되어 존을 탐험하게 된다. 존은 체르노빌 발전소 사고로 인한 격리구역이 2차 폭발로 확장된 것으로 방사능 지역, 동식물군의 돌연변이화, 물리법칙을 깨는 이상 현상들이 벌어지는 곳이다. 영화에서 스토커는 지금은 사장된 옛뜻인 추적자, 사냥꾼 그리고 안내인으로 설명된다.
2007년 7월 11일, GSC 게임월드는 속편인 S.T.A.L.K.E.R.: 클리어 스카이를 발표하였으며, 2008년 9월 11일날 발매하였다. 그리고 2009년 4월 30일, GSC 게임월드측에서 속편인 S.T.A.L.K.E.R.: 콜 오브 프리피야티를 발표하였으며, 2009년 10월 2일날 독립국가 연합에서 발매되었으며, 북미에서는 2010년 1월 2일날 발매되었다. GSC 게임월드 측에서는 2012년 출시를 목표로 스토커 2를 개발 하고 있다.
S.T.A.L.K.E.R.는 Scavenger(청소부), Trespasser(불법 침입자), Adventurer(모험가), Loner(방랑자), Killer(살인자), Explorer(탐구자), Robber(강도)의 준말이다.

## 구성

### 지역
스토커: 쉐도우 오브 체르노빌은 체르노빌 원자력 발전소 사고로 인해 지정된 격리 구역과 아르까지와 보리스 스뚜르가츠키의 노변의 피크닉과 그걸 바탕으로 만든 영화의 구성을 기반으로 한 존(Zone)을 기반으로 하고 있다. 존은 약 30 제곱킬로미터 정도로, 체르노빌 원자력 발전소 남쪽의 체르노빌 일부 지역과, 발전소에서 북서쪽위에 위치한 프리피야티 지역을 남쪽으로 끌고 온 프리피야티 지역을 포함하고 있다. 비록 프리피야티를 실제 그대로 모델링하였지만, 그럼에도 불구하고 지역 자체는 작게 되어 있다.

### 역사
최초의 체르노빌 사고 이후 격리 구역에선 군사기밀 프로젝트가 들어서게 되고 그걸 연구할 과학자들이 거주하게 된다. 그 후 약 20년 정도 흐른 2006년 C-consciousness(러시아어: О-Сознание는 인식, 의식이란 뜻을 지닌 осознание와 일치한다) 프로그램으로 인해 제2차 폭발이 발생하게 되어 거주하던 군인들의 대다수를 죽이고 돌연변이화 시켜버렸다. 쉐도우 오브 체르노빌은 그 후 수년이 지난 후로 사고 이후 사람들은 존에 들어와 돈과 값나가는 아티팩트와 과학적 정보를 찾으려고 들어오고 있는 상황으로 그들을 스토커라고 칭한다.

### 돌연변이
현실에서는 등장하지 않지만 2차 사고가 일어난후 존에서는 방사능의 영향과 더불어 C-Consciouness가 일으킨 인지장의 변화로 인해서 동식물의 돌연변이가 생겨났다. 존의 동식물들은 존 바깥 세상의 동식물과 다른 구석이 있으며, 존에는 2차 폭발로 인한 돌연변이화된 인간(블러드서커, 스노크, 좀비 등)도 돌아다닌다. 몇몇 돌연변이들은 기획과 초기단계엔 있었지만 게임이 제작과정 중 수정되면서 빠지게 된다.(일부 MOD에서는 나온다)
이들 돌연변이를 담당하는 인공지능은 현실적인 부분이 많이 보여진다. 예를 들어 돌연변이들은 더 많은 음식을 먹으려고 싸우며, 떼로 다니는 등의 지능을 가지고 있으며, 지정된 이벤트가 아니더라도 관찰된다. 게임 엔진은 플레이어가 다른 존에 있어도 동물들의 행동을 계산하도록 디자인되었다.

### 이상현상 지역, 아티팩트 그리고 방사능
2차 체르노빌 사고로 인해서 존에는 다른 물리법칙을 가진 지역, 이상 현상으로 알려진 지역이 널리게 되었다. 이상 현상 지역은 그 지역으로 들어가는 것들에 대해서 영향을 미친다. 이상 현상 지역은 전기 충격, 플레이어를 공중으로 들어올렸다가 다시 떨어뜨리거나, 산성 물질, 화염 등으로 플레이어와 다른 NPC들에게 치명상을 준다. 대부분의 이상현상 지역은 공기중에 보이거나 혹은 빛의 왜곡, 전기등으로 플레이어에게 위치를 알려준다. 몇몇 스토커들은 이상현상 측정기를 가지고 있으며, 이 측정기는 이상현상 지역이 가까워질수록 경고음이 발생되도록 만들어져 있다. 영화 스토커의 안내자와, 스뚜르가츠키 형제의 책 노변의 피크닉에서는 사람들이 다른 길로 가기 전에 시험을 해보는데, 영화에선 옷에 달려있는 금속 넛츠를 이용하여 판별해 내는 걸로 나오지만 게임상에서는 볼트를 던져서 판별해낸다.
이런 이상현상 지역은 아티팩트를 만들어내는데, 아티팩트는 값나가는 과학적인 진귀한 물건으로 존에서 돈을 벌 수 있는 방법이다. 아티팩트는 돈을 벌 수 있는 방법 중 하나이며 몇몇 아티팩트는 플레이어에게 이익과 손상을 동시에 입히기도 한다(예를 들어 방탄 능력을 높여주지만 덩달아 스토커에게 방사능을 내뿜는 아티팩트가 있다. 물론 MOD를 통한다면 아티팩트 착용 시의 이익을 높이고 플레이어에게 불리한 단점을 없애버릴 수 있다.) 아티팩트는 존에 드문드문 발견되며, 종종 이상 현상지역의 근처에 발견되기도 한다.
방사능은 체르노빌 사고 이후 생겼으며 존에선 보이지 않는다. 대부분의 지역이 방사능이 없지만, 이들 지역은 사고 후 정리하는데 쓰인 건물의 잔해나, 부서진 군용 차량 그리고 다른 지역 등에 크고작은 구역으로 나타나며 적당한 장비나 방사능 저항 아티팩트가 없는 한 쉽게 지나갈 수 없게 되어있다.

## 게임 플레이
스토커: 쉐도우 오브 체르노빌은 줄거리를 따라가지 않아도 되는 게임이다. 플레이어는 비교적 자유롭게 지역을 탐험하고 다른 등장인물들과 상호작용을 할 수 있다.
스토커: 쉐도우 오브 체르노빌은 일단은 1인칭 슈팅 게임이나, 많은 컴퓨터 롤플레잉 게임요소를 포함하고 있다. 플레이어는 다른 롤플레잉 게임들처럼 많은 능력을 지니지 않지만, 게임 안에서 찾거나 혹은 구매하는 방법으로 능력들을 올릴 수 있다. 또한 게임에는 현실 속에도 존재하는 무기들을 포함해 많은 아이템들이 있으므로, 플레이어가 찾은 물건들로 취향에 따라 맞출 수 있다.
또한 이 게임은 RPG 게임처럼 주된 이야기와 등장인물들의 상호작용들이 있으나, 여러 분기가 있어 분기를 따라 게임의 이야기가 달라지는 폴아웃같은 RPG와 다르다.

### 지역 탐험
존은 야생지역, 사람이 거주하는 지역, 그리고 엄중하게 경계중인 군사시설 등의 지역으로 구성되어 있는 넓은 구역이다. 그러나 게임에서는 연속된 지역으로 가는 것이 아니라, 로딩 화면을 이용해 18개의 다른 지역으로 묶어 놓고있다. 이런 지역들을 이동할때는 특별한 통로로 이동해야 한다.
게임에서는 조종할 수 있는 차량이 등장하지 않고(비록 차량이 프로그래밍되어 있으나, 서드파티 모드를 쓰지 않고는 사용할 수가 없다), 그러므로 플레이어는 다른 장소로 이동할때는 뛰거나 걸어서 이동해야 한다. 게임에는 스테미너 바가 있어, 플레이어의 움직임을 제어하며 이 스테미너바는 플레이어가 이고 있는 베낭의 무게에 따라 줄어들며, 또한 전력질주를 할 때는 무기를 사용할 수 없다. 스테미너바는 아티팩트를 사용하거나, 에너지 드링크를 먹거나 혹은 가방 무게의 한도인 50kg을 지키면 된다.(이것도 서드파티 모드를 이용하여 수정할 수 있다.)

### 방사능
플레이어가 방사능 오염이 높은 곳에 들어가면, 방사능 오염도가 올라가게 된다. 방사능 오염지역에 있은 채로 시간이 흐르면 방사선 표시가 화면에 나타나고 시간이 지나면서 초록색에서 노란색, 그리고 맨 마지막엔 붉은색으로 변하며 플레이어가 이 지역에 오랫동안 있는 만큼 체력이 감소하게 된다. 방사능 오염이 강하면 강할수록 플레이어의 체력이 급격히 감소한다. 방사능 오염을 입게 되면, 회복 아이템으로 체력을 채워도 금방 체력이 떨어지게 된다. 방사능을 해독하기 위해서는 방사능 예방 주사를 사용하거나 보드카를 마시는 것으로 풀수 있으며, 일부 아티팩트와 방어구는 방사능 저항 기능이 있다.

## 줄거리
스토커: 쉐도우 오브 체르노빌은 기억을 잃어버린 스토커(플레이어)가 존(Zone)에서 암시장 상인을 하는 시도로비치(Sidorovich)에게 구출된 후 시작된다. 그는 플레이어의 목숨을 구했지만, 기억을 잃은 그에게 남은 것이라곤 그의 팔에 새겨진 S.T.A.L.K.E.R.란 문신과 그의 PDA의 임무 목록의 맨 위에 올라간 "스트렐록을 찾아 죽여라"밖에 없었다. 시도로비치는 그에게 마크드 원이라는 이름을 붙인다.
마크드 원은 시도로비치에게 보답하는 의미로 몇가지 일을 하게 되고 시도르비치는 마크드 원에게 스트렐록의 소재에 대한 정보를 받게 된다. 과거에 대해서 알기 위해, 기억상실이 어떻게 일어났는지 알기 위해 마크 원은 스토커들을 만나면서 정보를 캐내면서 스트렐록의 과거 움직임과 그의 목표를 추정해나간다. 그렇게 얻은 정보는 마크 원에게 약간의 기억을 불러일으켰다.
스트렐록을 찾아나선 마크드 원은 얀타 호수의 공장까지 도달하였다. 얀타 호수는 PSI 에미션으로 인해 이 지역에 오는 사람들의 마음에 인상적으로 남은 파괴된 지역으로 폭력과 적의로 바뀌어 있었다. 과학자들은 이 현상을 탐구하게 되고 또한 공장 지하의 비밀 연구소에 들어가기 위해 마크드 원을 고용하게 된다.
정보를 찾기 위해 공장 지하의 비밀 연구소로 들어간 마크 원은 스트렐록 일행 중 한 명인 닥터의 모습을 보게 되며, 스트렐록의 동료의 PDA를 발견하게 된다. 이 PDA를 바탕으로 스트렐록의 부서진 본거지에 도착한 마크드 원은 부주의하게 부비트랩을 건드려 심한 부상을 입게 되고 닥터가 그를 치료해준다. 그가 못 움직이는 동안 닥터는 마크드 원에게 존의 어디인가에 위치한 거대한 소원을 들어주는 자 아티펙트에 대한 유언비어와 모노리스의 비밀을 말해주면서 마크드 원이 스트렐록이라고 말한다. 마크드 원, 아니 스트렐록이 회복된 후 닥터가 떠나기 전에 닥터에게 몇가지 질문을 하게 된다.
더 나아가 스트렐록은 소원을 들어주는 자가 위치한 체르노빌 원자력 발전소에 대해 흥미를 가지게 된다. 그러나 체르노빌로의 여행은 프리피야티 남쪽의 거대한 브레인 스콜쳐(Brain Scorcher)과, 소원을 들어주는 자를 노리고 오는 스토커를 마구잡이로 학살하는 모노리스 파벌로 인해 불가능해 보이게 된다. 스트렐록은 브레인 스콜쳐를 끄고 부서진 도시인 프리피야티에 도달하게 된다.
프리피야티는 존의 중심을 가고자 하는 여러 명의 스토커들이 모노리스 진영과 싸우고 있는 아비규환이었다. 스트렐록은 체르노빌 발전소에 도달하게 되고, 모노리스 진영과 전투를 벌이게 된다. 싸움이 끝난 후 스트렐록은 거대한 소원을 들어주는 자와 빌딩 안의 비밀 연구소를 발견하게 된다. 강력한 방어가 쳐진 연구소 안에는 거대한 홀로그래픽 터미널이 있었으며, 스트렐록은 C-consciousness와 대화하게 된다. C-consciousness는 스트렐록에게 자신과 마크드 원, 그리고 스트렐록의 기억상실에 대해 설명해주기 시작하였다.
체르노빌 사고 이후, 소련 정부는 그 지역에 인간 정신을 연구하는 실험을 하기로 하였다. 이 연구에는 초감각적 지각, 정신 무기, 그리고 누스페어를 통제하기 위해 C-consciousness라고 불린 7명의 과학자를 이용한 집단 지성 등이 있었다. 소련이 붕괴되었지만, C-consciousness는 존을 통제하고 연구를 지속했다. C-consciousness는 누스페어를 통제하여 세계 평화를 가져오려고 하였으나 체르노빌 구역의 물리법칙의 변화와 돌연변이, 그리고 존을 만들어냈다. 이에 그들은 2개의 브레인 스콜쳐 지역과 소원을 들어주는 자에 도달한 스토커들을 세뇌시켜 모노리스 진영을 만들었으며 세뇌된 스토커들은 S.T.A.L.K.E.R.이란 문신을 하고 C-consciousness에 복종하게 재프로그램되었다.
소원을 이뤄주는 자에 대한 루머는 조용히 존에 퍼져갔고 4명의 스토커로 이루어진 그룹(스트렐록, 고스트, 팽, 그리고 닥터)은 소원을 이뤄주는 자가 있는 체르노빌 원자력 발전소에 도달하였으나, 모노리스 진영과 조우하게 되어 도망치게 된다. 탈출할 때 스트렐록은 무의식 중에 부딪혀 의식을 잃어버리게 된다. 팽은 다시 체르노빌로 돌아가나 프리피야티에서 모노리스에게 죽임을 당하게 되고 나중에 고스트는 얀타의 브레인 스콜쳐가 지배하는 지역에서 좀비화 스토커에게 죽임을 당하게 된다.
의식을 잃어버린 스트렐록은 C-Consciousness에게 발견되었고 C-Consciousness는 실수로 스트렐록을 죽이라는 명령을 내리게 된다. 그렇게 해서 존을 지나 모노리스 진영으로 가는 트럭에 태워진 의식을 잃은 스트렐록은 번개 폭풍으로 트럭이 파괴된 후 지나가던 다른 스토커에 의해 발견되게 되었다.
C-Consciousness는 설명을 마치고, 스트렐록은 선택을 해야했다. C-Consciousness와 결탁하여 이 현상을 계속되게 하느냐, 혹은 C-Consciousness를 정지시키고 실험을 중단시키느냐... 만약 스트렐록이 그들을 돕는 것에 대해 거절하면 스트렐록을 외부로 이동시키게 되고 거기서 C-Consciousness 본체 주위에 있는 무장된 모노리스 진영과 싸우게 된다. 안으로 들어간 스트렐록은 C-Consciousness를 구성하는 과학자들을 죽여버린다.
나중에 스트렐록이 풀밭에서 어두웠던 하늘이 걷히는 것을 보게 된다. 존은 사라지고 있었다. 그는 자신이 한 행동이 맞는 행동이었는가를 질문하다가 풀밭에 누워 그는 이것에 대해 잘 모르겠다고 결론내리곤 닥터와 함께 살아남은 것에 행복해 한다.

## 기술적 특징

### X-ray 그래픽 엔진

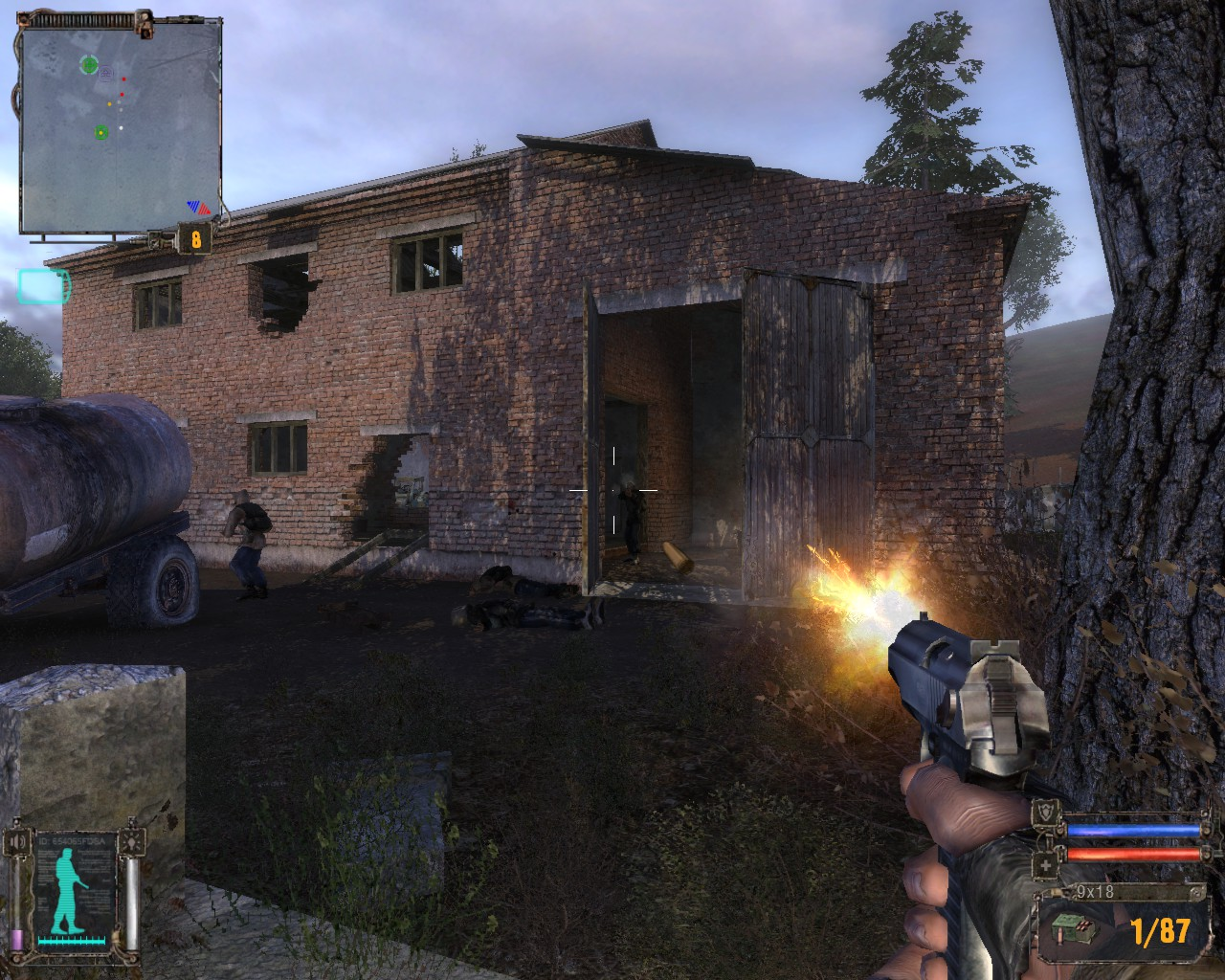
S.T.A.L.K.E.R:SoC의 스크린샷

X-ray Engine은 다이렉트X 8.1/9의 셰이더 3.0을 사용하는 그래픽 엔진이다. 이 엔진은 몇 백만 개의 폴리곤을 화면에 뿌린다. 이 엔진은 HDR 렌더링과 시차 맵핑, 그리고 일반적인 맵핑, 부드러운 그림자, 모션 블러와 와이드 스크린을 지원하고, 낮/밤의 변화와 날씨의 변화도 지원한다. 다른 게임 엔진들은 지연 그림자 효과를 사용하지만, X-ray 엔진은 앤티에일리어싱을 지원하지 않는다. 그러나 이미지를 흐리게하여 앤티엘리리어싱처럼 만드는 "가짜" 앤티에일리어싱은 지원한다. 스토커: 쉐도우 오브 체르노빌은 약 30 제곱 킬로미터지역을 가지고 있으며, 건물과 건물밖을 매한가지로 같은 세기로 렌더링하였다. 게임에 나오는 벽에 붙어진 사진들은 개발사의 모두 개발사 내에서 찍은 사진이다.
1.0003 패치에서 X-ray 엔진은 16:9 화면을 지원하게 되었다.

### 인공지능

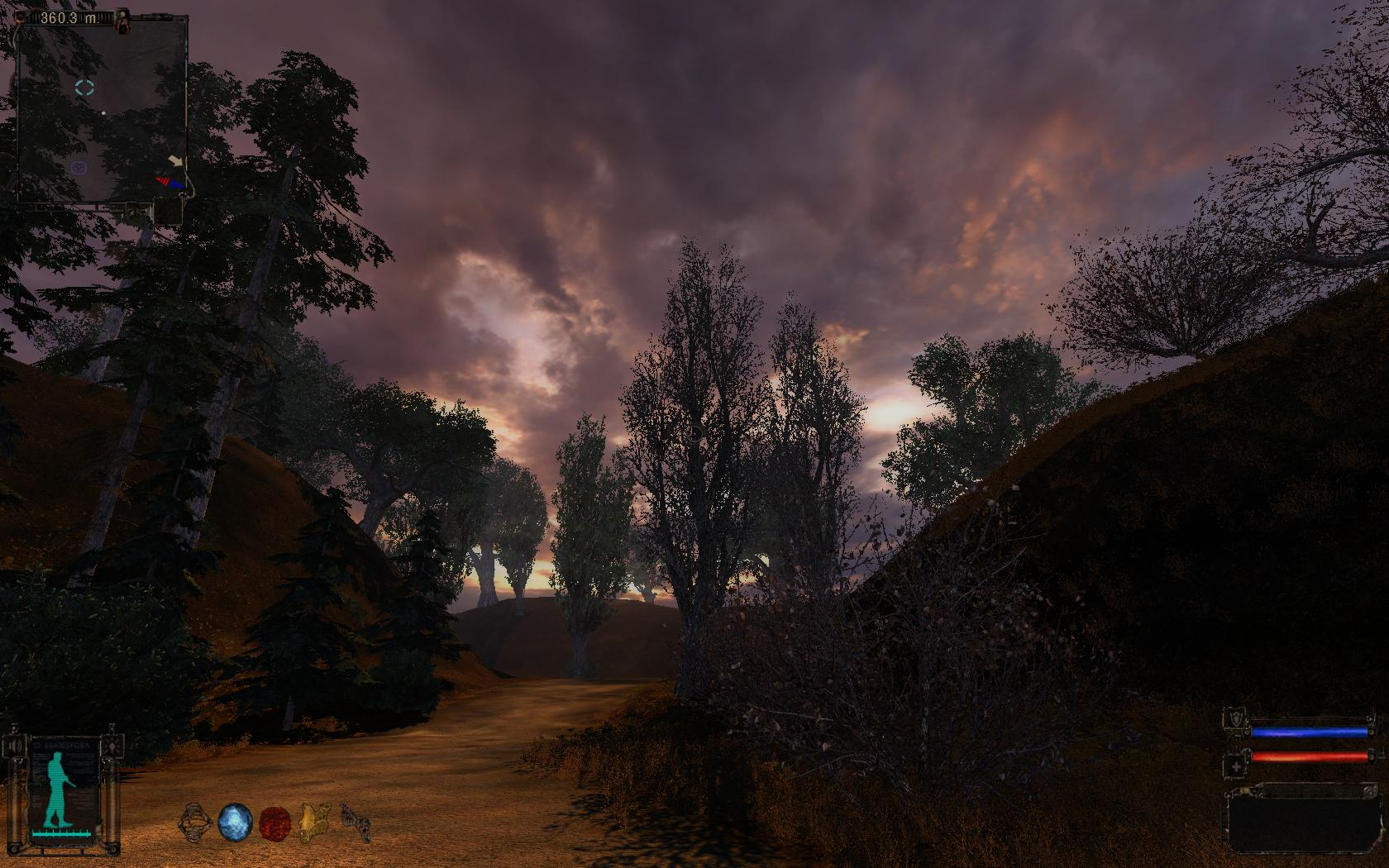
앤티에일리어싱과 톤 맵핑을 허용한 스토커의 렌더링 엔진의 능력에 대한 시연

X-ray 엔진은 GSC 게임월드 소유의 ALife 인공지능 엔진을 사용한다. ALife는 존에 등장하는 몇천개의 등장인물을 지원한다. 이들 등장인물들은 각본대로 따르지 않으며, 이 뜻은 인공지능의 삶은 플레이어가 건드려도 계속 유지된다는 것이다.
이 엔진으로 인해서 논플레이어 캐릭터들은 완전한 생활주기(임무성취, 전투, 휴식, 식사 및 잠)과 이를 응용한 존의 돌연변이들도 비슷한 생활주기(사냥, 스토커나 다른 돌연변이 공격하기, 휴식, 먹기, 잠)을 취한다. 이들 돌연변이들은 커다란 그룹으로 돌아다닌다. 이런 짜여지지 않은 자연적인 캐릭터는 제한되지 않은 숫자가 임의로 퀘스트에 나타난다는 것이다. 게다가 위험에 처한 스토커를 구하거나, 부랑자 스토커를 없애는 것, 스토커 캠프를 공격및 방어, 아티팩트를 찾아 돌아다니는 등을 한다. 인공지능 등장인물들은 존을 돌아다니면서 그들이 보기에 적당한 일을 시행한다.
수많은 전략들이 게임을 깨면서 쓰이게 되는데 그중 도망가거나 은폐, 그리고 스나이핑이 그것이다. 논플레이어 캐릭터는 그들이 그런 행동을 취할 때마다 다른 방법으로 공격한다. S.T.A.L.K.E.R.의 NPC들은 유리한 목표지향성 행동 계획을 세워서 실행에 옮긴다.

### 물리적
스토커: 쉐도우 오브 체르노빌은 무겁게 변경한 ODE 물리엔진을 사용한다. 레그돌, 취약한 구조, 현실적인 탄알 궤적과 골격 움직임이 게임에 드러난다.
스토커는 Ghost Recon Advanced Warfighter 혹은 Operation Flashpoint같은 게임들처럼 현실과 유사한 탄알 궤적을 사용한다. 탄알은 중력의 영향을 받으며, 비스듬한 고체 물체에서는 튕기며, 소화기는 쏠 때 부정확하게 나간다. 게다가 맞은 데미지는 사실적이며, 플레이어는 몇 방만 맞아도 죽을 수 있다(그러나 게임이 진행될수록 플레이어가 방탄복을 가지게 되며, 특정 아티팩트가 있으면 영향을 줄일 수도 있다)

### 기상
기상 시스템은 풍경과 햇빛이나 폭풍 그리고 소나기 등 기상 효과에 영향을 준다. 무기의 사용가능, 인공지능의 행동, 게임전략과 랭킹 시스템이 기상에 따라 좌우된다. 이런 다양하면서 역동적인 기상 시스템을 가지고 있으나, 게임에선 다양하게 젖은 모습만 등장한다.

## 평가
| 평가 |         |
| --- | ------- |
| 통합 점수 통합사 점수 게임랭킹스 82.70% [ 13 ] 메타크리틱 82/100 [ 14 ] 평론 점수 평론사 점수 유로게이머 8/10 [ 15 ] 게임 인포머 8.25/10 [ 16 ] 게임스팟 8.5/10 [ 17 ] 게임스파이 [ 18 ] IGN 8.2/10 [ 19 ] |         |
| 통합 점수 |         |
| 통합사 | 점수    |
| 게임랭킹스 | 82.70%  |
| 메타크리틱 | 82/100  |
| 평론 점수 |         |
| 평론사 | 점수    |
| 유로게이머 | 8/10    |
| 게임 인포머 | 8.25/10 |
| 게임스팟 | 8.5/10  |
| 게임스파이 | [ 18 ]  |
| IGN | 8.2/10  |

## 같이 보기
- 스토커: 클리어 스카이
- 스토커: 콜 오브 프리피야티
- 스토커 시리즈의 등장인물 및 그 외 요소
- 스토커 시리즈의 등장 파벌들
- 스토커 시리즈에 나온 현실 무기